# فولت (تگزاس)
فولت، تگزاس (به انگلیسی: Follett, Texas) یک شهر در ایالات متحده آمریکا با جمعیت ۴۱۲ نفر است که در تگزاس واقع شده‌است.

## موقعیت جغرافیایی
موقعیت جغرافیایی شهرها و مناطق اطراف به شرح زیر است: